# Sindrome di Vernet
La sindrome di Vernet, o sindrome del foro lacero posteriore è un quadro neurologico dovuto ad una lesione dei nervi che escono dal foro giugulare, detto anche foro lacero posteriore. Interessa pertanto il IX (glossofaringeo)  X (vago) e XI nervo (accessorio).

## Presentazione
Il quadro clinico sarà pertanto caratterizzato da emianestesia del palato, faringe e laringe, paralisi della corda vocale, del palato, del trapezio e dello sternocleidomastoideo, con perdita della sensibilità gustativa del terzo posteriore della lingua.

## Eziologia
Può essere causata da traumi o da neoplasie del glomo giugulare.
In vicinanza e al di sotto del foro lacero posteriore, è situato un linfonodo che contrae rapporti di continuità con il IX,X e XI nervo cranico. All'adenopatia metastatica del linfonodo di Krause può provocare compressione, dando luogo alla patologia.